# Gaëlle Le Hir
Pour les articles homonymes, voir Le Hir.
Gaëlle Le Hir est une joueuse de handball française née le 27 mai 1990 , évoluant au poste de pivot.

## Biographie
Formée au Stade Plabennecois HB, en 2015, elle rejoint le Brest Bretagne Handball, après l'avoir quitté en 2010, et remporte dès son retour le championnat de France de deuxième et la coupe de France. Elle découvre ainsi la coupe d'Europe avec Brest lors de la saison 2016-2017. Le Hir et les brestoises sont éliminées en quarts de finale de la Coupe EHF par Rostov-Don et sont également vice-championnes de France, battues en finale par Metz. À l'issue de la saison, Le Hir quitte le BBH et suit son conjoint, entraîneur des gardiens aux Herbiers.
Éloignée du monde professionnel pendant près de deux ans, Le Hir reprend contact avec le BBH en début d'année 2019. Elle s'entraîne et joue avec l'équipe réserve en nationale 3 et entre en jeu avec l'équipe première lors de la rencontre de Ligue des champions contre Metz au mois de février.
Le 22 mai 2019, le BBH annonce le retour pour une durée d'un an de la pivot brestoise au sein de l'effectif professionnel.

## Palmarès

### En club
Compétitions nationales
- vainqueur de la coupe de France (1) en 2016 (avec le Brest Bretagne Handball)
- vice-championne de France (1) en 2017 (avec le Brest Bretagne Handball)
- championne de France de deuxième division (2) en 2013 (avec le Nantes LAH) et en 2016 (avec le Brest Bretagne Handball)